# PeroxWhy?Gen
PeroxWhy?gen (Pronunciado peroxygen) es una banda de rock de los EE.UU. de Carolina del Norte empezó con profesionales luchadores como Jeff Hardy y Shannon Moore. Entonces miembros de la banda de metal Burnside 6 unió la banda, pero más tarde dejado excepto Junior Merrill. Shannon Moore dejó la banda para centrar en su carrera de la lucha libre. La pluralidad de álbum del debut de la banda de los mundos fue publicado el 7 de noviembre de 2013. El álbum próximo, Dentro del Cygnus Rift, estuvo liberado el 27 de julio de 2015. Precesión de los Equinoccios , su tercer álbum, fue publicado el 17 de julio de 2017.

## Historia
Jeff Hardy se dio cuenta su ambición de niñez de devenir un cantante de rock por instalar una banda con su amigo Shannon Moore. Los miembros de bandas Alimentaron por Ciencia y Burnside 6 más tarde unió la banda.
Jeff Hardy, vino al nombre 'Peroxwhy?gen' Mientras mirando en una lata de aerosol. Combine las palabras, el peróxido y el oxígeno entonces añadidos  'por qué?' Creando el nombre, 'Peroxwhy?gen'.

### Miembros actuales
- Jeff Hardy - ventaja vocalista, programación  (2003@–presente)
- Junior Merrill - guitarras, vocalista (2003@–presentes)
- John Mark Painter - bajos, respaldando vocalista (2014@–presentes)
- Dale Oliver - guitarra de ritmo, respaldando vocalista (2012@–presente)
- Bobby Huff - tambores (2012@–presentes); graves (2012@–2014)

### Miembros pasados
- Shannon Moore - programación, voz principal (2003–2012)

## Discografía
Álbumes de estudio
- PeroxWhy?Gen (2004)
- Plurality of Worlds (2013)
- Inside the Cygnus Rift (2015)
- Precession of the Equinoxes(2017)